# Sollevamento pesi ai Giochi della XXX Olimpiade - 85 kg maschile
Le gare di sollevamento pesi della categoria fino a 85 kg dei giochi olimpici di Londra 2012 si sono svolte il 3 agosto 2012 presso l'ExCeL Exhibition Centre.
La medaglia d'oro è stata vinta dal polacco Adrian Zieliński, che ha ottenuto lo stesso punteggio del russo Apti Auchadov ma ha beneficiato di un peso minore.

## Programma
Tutti gli orari sono British Summer Time (UTC+1)
| Data                   | Ora   | Gruppo   |
| ---------------------- | ----- | -------- |
| Venerdì, 3 agosto 2012 | 10:00 | Gruppo B |
| Venerdì, 3 agosto 2012 | 19:00 | Gruppo A |

## Record
Prima della competizione, i record olimpici e mondiali erano i seguenti:
| Record mondiale | Strappo | Andrej Rybakoŭ Bielorussia | 187 kg | 22 settembre 2007 Chiang Mai, Thailandia |
| Record mondiale | Slancio | Zhang Yong Cina            | 218 kg | 25 aprile 1998 Ramat Gan, Israele        |
| Record mondiale | Totale  | Andrej Rybakoŭ Bielorussia | 394 kg | 15 agosto 2008 Pechino, Cina             |
| Record olimpico | Strappo | Andrej Rybakoŭ Bielorussia | 185 kg | 15 agosto 2008 Pechino, Cina             |
| Record olimpico | Slancio | Pyrros Dīmas Grecia        | 215 kg | 23 settembre 2000 Sydney, Australia      |
| Record olimpico | Totale  | Andrej Rybakoŭ Bielorussia | 394 kg | 15 agosto 2008 Pechino, Cina             |

Durante l'evento tali record non sono stati migliorati.

## Risultati
| Pos. | Atleta                   | Gruppo | Peso  | Strappo (kg) | Strappo (kg) | Strappo (kg) | Strappo (kg) | Slancio (kg) | Slancio (kg) | Slancio (kg) | Slancio (kg) | Totale |
| Pos. | Atleta                   | Gruppo | Peso  | 1            | 2            | 3            | Risultato    | 1            | 2            | 3            | Risultato    | Totale |
| ---- | ------------------------ | ------ | ----- | ------------ | ------------ | ------------ | ------------ | ------------ | ------------ | ------------ | ------------ | ------ |
|      | Adrian Zieliński (POL)   | A      | 84,62 | 170          | 174          | 176          | 174          | 206          | 206          | 211          | 211          | 385    |
| 2    | Kianoush Rostami (IRI)   | A      | 84,35 | 171          | 174          | 174          | 171          | 209          | 214          | 214          | 209          | 380    |
|      | Tarek Yehia (EGY)        | A      | 84,70 | 160          | 165          | 167          | 165          | 205          | 210          | 216          | 210          | 375    |
| 4    | Ivan Markov (BUL)        | A      | 84,71 | 168          | 172          | 172          | 172          | 203          | 209          | 209          | 203          | 375    |
| 5    | Ragab Abdelhay (EGY)     | A      | 84,81 | 161          | 165          | 167          | 165          | 202          | 207          | 210          | 207          | 372    |
| 6    | Yoelmis Hernández (CUB)  | A      | 82,28 | 158          | 158          | 163          | 163          | 205          | 210          | 210          | 205          | 368    |
| 7    | Mikalaj Novikaŭ (BLR)    | B      | 84,71 | 163          | 167          | 170          | 167          | 192          | 196          | 200          | 196          | 363    |
| 8    | Rauli Tsirekidze (GEO)   | B      | 84,49 | 162          | 167          | 167          | 162          | 195          | 200          | 202          | 200          | 362    |
| 9    | Kendrick Farris (USA)    | B      | 84,70 | 150          | 150          | 155          | 155          | 190          | 200          | 208          | 200          | 355    |
| 10   | Sherzodjon Yusupov (UZB) | B      | 84,72 | 150          | 155          | 159          | 155          | 180          | 195          | 195          | 195          | 350    |
| 11   | Pitaya Tibnoke (THA)     | B      | 84,47 | 152          | 156          | 156          | 152          | 193          | 196          | 202          | 196          | 348    |
| 12   | Safaa Rashed (IRQ)       | B      | 83,01 | 145          | 150          | 156          | 150          | 195          | 195          | 200          | 195          | 345    |
| 13   | Richie Patterson (NZL)   | B      | 84,46 | 150          | 150          | 154          | 150          | 183          | 186          | 195          | 186          | 336    |
| 14   | Steven Kari (PNG)        | B      | 84,74 | 135          | 140          | 145          | 140          | 175          | 180          | 185          | 180          | 320    |
| 15   | Nezir Sağır (TUR)        | B      | 83,45 | 130          | 130          | 140          | 140          | 160          | 170          | 175          | 175          | 315    |
| —    | Mansur Rejepov (TKM)     | B      | 84,57 | 160          | 165          | 168          | 160          | 188          | 188          | 190          | —            | —      |
| —    | Lu Yong (CHN)            | A      | 84,54 | 175          | 178          | 180          | 178          | 205          | 205          | 205          | —            | —      |
| —    | Sohrab Moradi (IRI)      | A      | 84,19 | 166          | 166          | 166          | —            | —            | —            | —            | —            | —      |
| —    | Gabriel Sîncrăian (ROU)  | A      | 84,07 | 167          | 167          | 167          | —            | —            | —            | —            | —            | —      |
| —    | Benjamin Hennequin (FRA) | A      | 84,44 | 163          | 163          | 163          | —            | —            | —            | —            | —            | —      |
| —    | Ara Khachatryan (ARM)    | B      | 84,74 | 165          | 165          | 165          | —            | —            | —            | —            | —            | —      |
| —    | Andrej Rybakoŭ (BLR)     | A      | 84,09 | 175          | 175          | 180          | —            | —            | —            | —            | —            | —      |
| —    | Apti Auchadov (RUS)      | A      | 84,75 | 169          | 173          | 175          | 175          | 205          | 210          | 212          | 210          | DQ     |